# Nové Syrovice
Nové Syrovice è un comune della Repubblica Ceca facente parte del distretto di Třebíč, nella regione di Vysočina.